# منطقه مرمره

منطقهٔ مرمره

منطقه مرمره (به ترکی استانبولی: Marmara Bölgesi) یکی از ۷ منطقه در ترکیه که در بخش شمال‌غربی، آسیایی -اروپایی ترکیه و در محدودهٔ دریای مرمره قرار گرفته‌است.
منطقهٔ مرمره از شرق به منطقهٔ دریای سیاه، جنوب‌شرقی منطقهٔ آناتولی مرکزی، شمال به دریای سیاه، جنوب به منطقهٔ اژه و در شمال‌غرب به بلغارستان محدود می‌شود.
جمعیت ناحیۀ مرمره بر اساس سرشماری سال ۲۰۱۰ میلادی ۲۱٬۸۸۷٬۳۶۰ نفر بوده‌است که فقط با مساحت ۸٫۶٪ ترکیه، بیشترین جمعیت را در میان منطقه‌های ترکیه داراست.

## استان‌ها

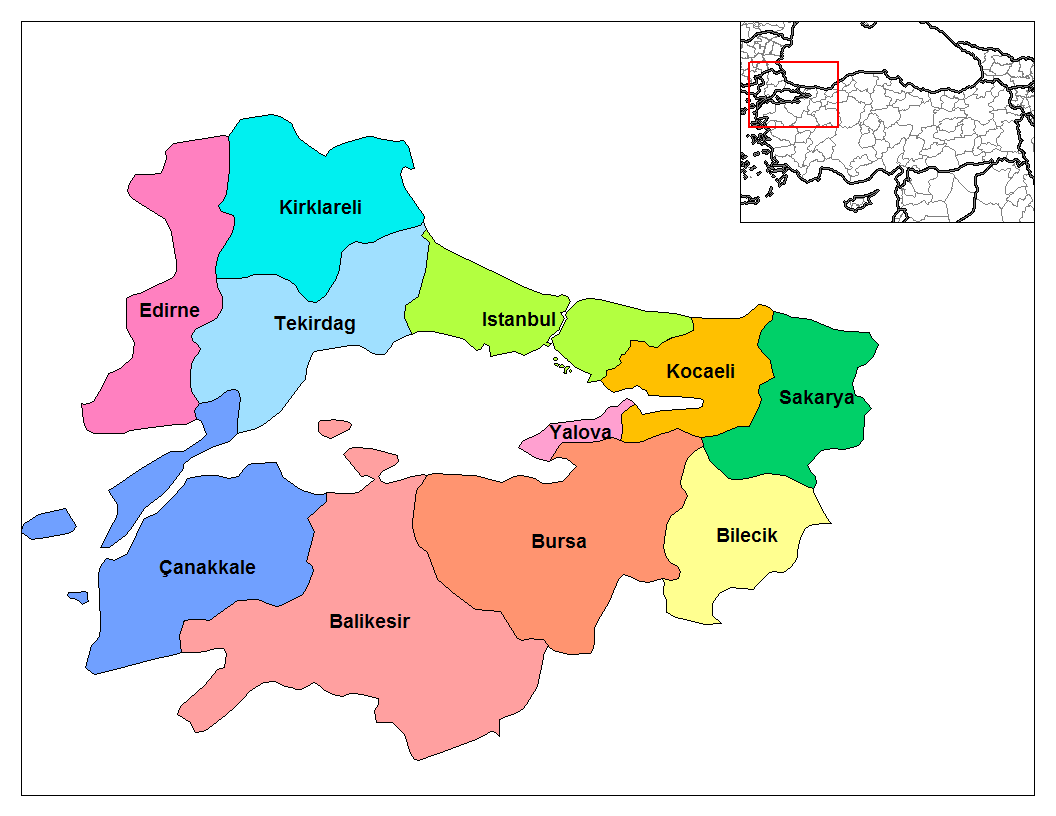

- ادرنه
- استانبول
- بالیکسیر
- بورسا
- بیله‌جک
- تکیرداغ
- چاناق‌قلعه
- سقاریه
- قوجاایلی
- قرقلرایلی
- یالوا